# Глибочок (притока Серету)
Глибочо́к — річка в Україні, в межах Сторожинецького району Чернівецької області. Ліва притока Серету (басейн Дунаю).

## Опис
Довжина 16 км, площа водозбірного басейну 40,9 км². Похил річки 4,8 м/км. Долина порівняно вузька і глибока (за винятком пригирлової частини). Річище звивисте (у верхів'ях слабозвивисте). Споруджено кілька ставків.

## Розташування
Глибочок бере початок на захід від села Кам'яна, між залісненими пагорбами Чернівецької височини. Тече переважно на південь. Впадає до Серету в селі Ропча, що на південний схід від міста Сторожинця.